# Carmel Codinyach i Oliana
Carmel Codinyach i Oliana (1869 – 1955) va ser un frare carmelita i compositor.
Va ser fill d'Olot juntament amb els seus dos germans, que també varen ser frares carmelites. Carmel Codinyach va professar en l'ordre dels Carmelites l'any 1884. De la seva vida se sap que va residir a Còrdova al col·legi convent de Hinojosa del Duque i que va viatjar a Itàlia l'any 1938. Va dur a terme una publicació d'una col·lecció de quaderns de música religiosa a Jerez de la Frontera entre els anys 1928 i 1931 i es va mudar a la ciutat l'any 1955.

## Obra
En el Fons musical de Sant Esteve d'Olot (SEO) es conserven les següents obres seves: 
- Salm en Sol M (incomplet)
- Impresos de la seva col·lecció Laudes Numinis in Carmelo.